# 4811 Semashko
4811 Semashko este un asteroid din centura principală, descoperit pe 25 septembrie 1973 de Liudmila Juravliova.